# Константин Кристеску
Константин Кристеску (рум. Constantin Cristescu; *2 грудня 1866, Катане — †9 травня 1922) — румунський генерал.

## Біографія
Здобув освіту у військовій школі у Франції. Служив в артилерії.
Кілька разів займав пост начальника румунського генерального штабу (з 2 грудня 1913 по 1 квітня 1914, з 1 квітня по 28 жовтня 1918 і з 1 квітня 1920 по 8 травня 1923).
Під час Першої світової війни в 1916 командував 6-ю піхотною дивізією. З 11 червня по 30 липня 1917 командував 1-ю румунською армією.